# 파소레현

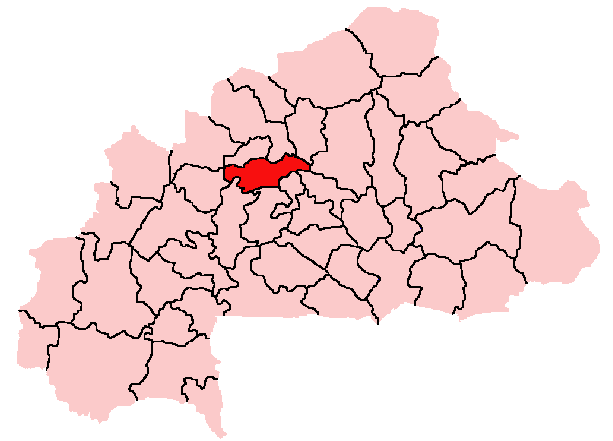
파소레현의 위치

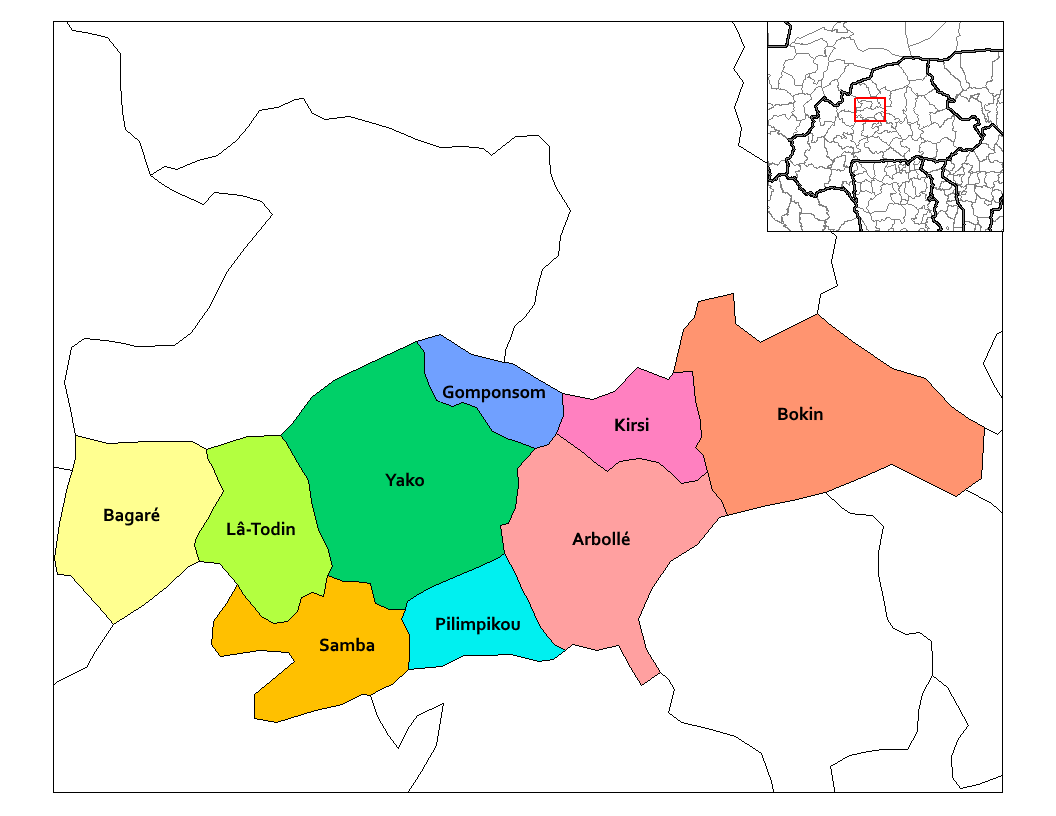
파소레현의 행정 구역

파소레현(프랑스어: Passoré)은 부르키나파소 북부주에 위치한 현으로, 현도는 야코이며 면적은 3,867km2, 인구는 322,873명(2006년 기준)이다. 9개 군(아르볼르군, 바가르군, 보캥군, 곰퐁솜군, 키르시군, 라토댕군, 필림피쿠군, 삼바군, 야코군)을 관할한다.

## 같이 보기
- 부르키나파소의 주
- 부르키나파소의 현